# Belgrano (Buenos Aires)

Lage von Belgrano in Buenos Aires

Belgrano ist ein Stadtteil im Norden der argentinischen Hauptstadt Buenos Aires. Er ist 6,8 km² groß und hat etwa 130.000 Einwohner (Stand von 2010).

## Lage
Südöstlich davon liegt Palermo, nordwestlich Núñez. Coghlan, Villa Urquiza, Villa Ortúzar und Colegiales liegen südwestlich des Stadtteils.

## Geschichte
Belgrano wurde nach Manuel Belgrano benannt, einem Politiker und Militär, der auch die argentinische Flagge entwarf. 1820, als Belgrano starb, wurde ein Gesetz erlassen, wonach die nächstgegründete Stadt nach ihm benannt werde. Dies geschah 1855. Die Siedlung wuchs sehr rasch an und war für ein paar Wochen auch die Hauptstadt von Argentinien. Das Gesetz, wonach Buenos Aires die zukünftige Hauptstadt sein soll, wurde zufälligerweise aber auch in Belgrano erlassen.
1887 wurde Belgrano in Buenos Aires eingemeindet, zusammen mit Flores.

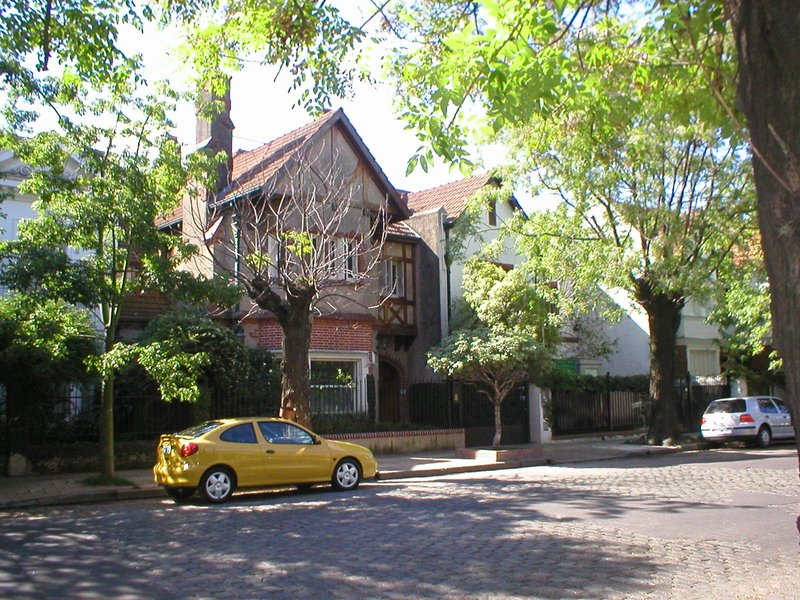
Wohnstraße in Belgrano R

## Untergliederung
Belgrano ist ein Wohnviertel der oberen Mittelschicht, das grob in Belgrano R, Belgrano C, Zentral-Belgrano und unteres Belgrano (Bajo Belgrano) unterteilt wird. Das Herz ist die Avenida Cabildo, die vom Nordwesten zum Südosten verläuft. Die Linie D der U-Bahn (Subte) folgt ihrem Verlauf. Am Wochenende wird die Straße bevölkert, wenn auch Porteños aus anderen Bezirken hierher zum Einkaufen kommen.
Westlich der Avenida Crámer befindet sich die Wohngegend Belgrano R mit seinen ruhigen, baumbestandenen Straßen. Die Häuser hier sind vornehmlich freistehende Einfamilienhäuser, oft mit Swimmingpool im Garten, die von wohlhabenden Argentiniern und ausländischen Geschäftsleuten bewohnt werden.
In Belgrano C findet man auch das Barrio Chino (Chinatown) von Buenos Aires. Hier findet man viele Restaurants und Lebensmittelläden, die auf die Bedürfnisse asiatisch-stämmiger Einwohner abzielen.
Zum Stadtteil gehört ferner die Universidad de Belgrano, ein privates College. Auch sieht man häufig Leute, die berufsmäßig Hunde ausführen. Zwar sind nach dem Gesetz nur maximal 10 Hunde pro Ausführer erlaubt, manche führen aber bis zu 20 spazieren, was erheblich zur Verschmutzung der Gehwege beiträgt.

## Sehenswürdigkeiten

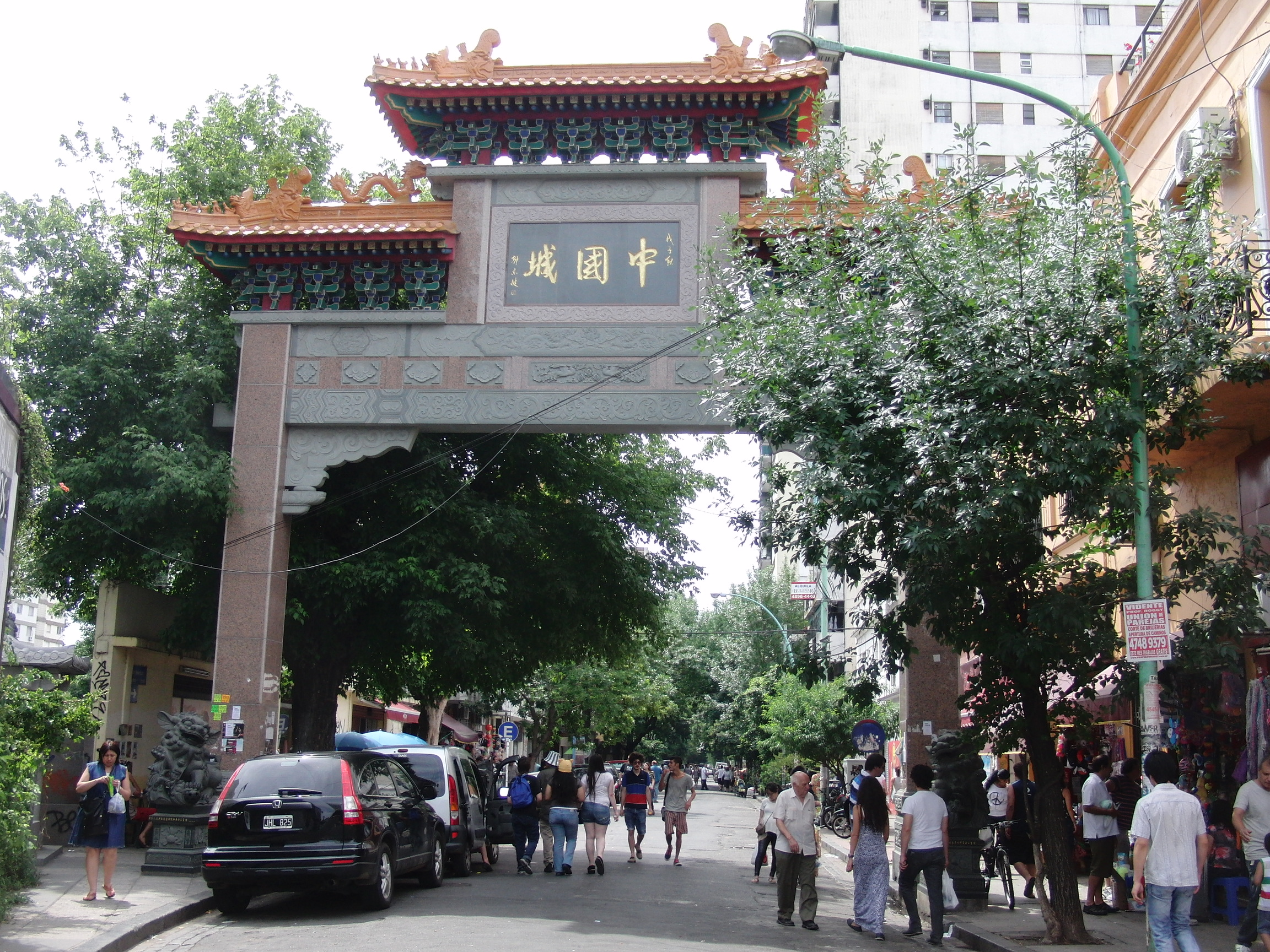
Eingangstor in das Barrio Chino

Der Park Barrancas de Belgrano wurde von dem Architekten Carlos Thays entworfen, von dem auch andere öffentliche Plätze in der Stadt stammen.
Auf dem Platz Manuel Belgrano finden regelmäßig Kunsthandwerksausstellungen statt. Hier findet man auch eine kleine Büste des Namensgebers.
Die Kirche Inmaculada Concepción, auch „La Redonda“ genannt, aufgrund ihrer (runden) Form, ist beliebt für Hochzeiten.
Die Technische Schule Nr. 28: "Französische Republik" war die erste auf Elektronik spezialisierte Schule in Argentinien.
Des Weiteren gibt es zwei Museen: Das Museum Larreta und das Museum Sarmiento. Das Erstere zeigt spanische Kunst und wurde nach dem spanischen Schriftsteller Enrique Larreta benannt, der das Haus ursprünglich bewohnte. Zum Museum gehört auch ein andalusischer Garten. Das Museum Sarmiento zeigt Gegenstände aus dem Besitz der ehemaligen Präsidenten Domingo Faustino Sarmiento und Nicolás Avellaneda. Das Gebäude ist das ehemalige Rathaus von Belgrano, in dem auch der Beschluss, Buenos Aires solle zukünftig Hauptstadt sein, gefasst wurde.
Auf dem Gebiet von Belgrano liegt außerdem das Fußballstadion El Monumental, wo der River-Plate-Fußballclub zuhause ist und wo auch die argentinische Fußballnationalmannschaft spielt.

## Deutsche in Belgrano
Mitte des vergangenen Jahrhunderts lebten viele deutsche Auswanderer in Belgrano. Die Pestalozzi-Schule in Belgrano ist bilingual ausgerichtet und legt einen Schwerpunkt auf die deutsche Sprache. Bis Anfang der 1990er-Jahre gab es in Belgrano auch die Goethe-Schule mit ähnlicher Ausrichtung.
Von Belgrano leitet sich der Begriff Belgranodeutsch ab, der eine Mischung aus der deutschen Sprache mit spanischen Begriffen bezeichnet, die auch teilweise heute noch von Nachfahren der deutschen Einwanderer gesprochen wird.

## Persönlichkeiten
- Aleksandar Zankow (1879–1959), bulgarischer nationalsozialistischer Politiker und Ministerpräsident
- Walther Darré (1895–1953), Agrarpolitiker, Reichsbauernführer und Reichsminister für Ernährung und Landwirtschaft